# Estación Güemes
Güemes es una estación de ferrocarril ubicada en la ciudad de General Güemes, provincia de Salta, Argentina.

## Servicios
Es una de las estaciones terminales del servicio interurbano que presta Trenes Argentinos Operaciones entre esta estación y Salta.
Presta dos servicios ida y vuelta cada día hábil entre cabeceras.
Las vías por donde corre el servicio, corresponden al Ramal C13 del Ferrocarril General Belgrano.
Además es una estación correspondiente al Ramal C del Ferrocarril Belgrano por el cual corren trenes de cargas de la empresa estatal Trenes Argentinos Cargas.